# Big Fish - Le storie di una vita incredibile
Big Fish - Le storie di una vita incredibile (Big Fish) è un film drammatico fantasy statunitense del 2003 diretto da Tim Burton e basato sul romanzo del 1998 Big Fish: A Novel of Mythic Proportions di Daniel Wallace.
Il film è interpretato da Ewan McGregor, Albert Finney, Billy Crudup, Jessica Lange, Helena Bonham Carter, Alison Lohman, Robert Guillaume, Marion Cotillard, Steve Buscemi e Danny DeVito. Il film racconta la storia di un figlio frustrato che cerca di distinguere la realtà dalla finzione nella vita di suo padre, un narratore di storie esagerate.
Lo sceneggiatore John August lesse un manoscritto del romanzo sei mesi prima che fosse pubblicato e convinse la Columbia Pictures ad acquisirne i diritti. August ha iniziato ad adattare il romanzo mentre i produttori negoziavano con Steven Spielberg che intendeva dirigerlo dopo aver terminato Minority Report (2002): Spielberg prese in considerazione Jack Nicholson per il ruolo di Edward Bloom, ma alla fine abbandonò il progetto per concentrarsi su Prova a prendermi (2002). Tim Burton e Richard D. Zanuck sono subentrati dopo avere completato Planet of the Apes - Il pianeta delle scimmie (2001) e hanno coinvolto Ewan McGregor e Albert Finney.
Il tema del film, la riconciliazione tra un padre morente e suo figlio, ha avuto un significato speciale per Burton, poiché suo padre era morto nel 2000 e sua madre nel 2002, un mese prima che lui assumesse il ruolo di regista del film. Big Fish è stato girato in Alabama in una serie di vignette fiabesche che evocano il tono di una fantasia gotica sudista. Big Fish è stato presentato in anteprima il 4 dicembre 2003 all'Hammerstein Ballroom ed è stato distribuito in versione limitata il 10 dicembre 2003 dalla Columbia Pictures, seguito da un'ampia distribuzione il 9 gennaio 2004. Ha ottenuto recensioni per lo più positive da parte della critica e ha avuto un moderato successo al botteghino, incassando 122,9 milioni di dollari contro un budget di 70 milioni di dollari. Il film ha alcune nomination in diverse categorie cinematografiche, tra cui quattro nomination ai Golden Globe, sette nomination dalla British Academy of Film and Television Arts, due nomination ai Saturn Award, una nomination all'Oscar e una ai Grammy Award per la colonna sonora originale a Danny Elfman. Il set della città di Spectre esiste ancora e si trova a Wetumpka, in Alabama, a Jackson Lake Island.

## Trama
Alla festa di nozze di Will Bloom, suo padre Edward ricorda il giorno in cui Will nacque, sostenendo di aver catturato un enorme pesce gatto usando la sua fede nuziale come esca. Will, avendo ascoltato queste storie per tutta la vita, crede che siano bugie, litiga con suo padre e di fatto interrompe i rapporti con lui. Tre anni dopo, Edward è colpito dal cancro, così Will e sua moglie Joséphine, incinta, tornano nella città di Ashton nell'Alabama, per trascorrere del tempo con lui. Durante il viaggio in aereo, Will ricorda una storia dell'incontro d'infanzia di Edward con una strega, che gli mostra nel suo occhio di vetro come sarebbe morto.
Edward, nonostante la malattia, continua a raccontare la storia della sua vita a Will e Joséphine. Sostiene di essere stato costretto a letto per tre anni a causa della sua rapida crescita; in seguito è diventato uno sportivo di fama locale, prima di essere sinto dall'ambizione a lasciare la città natale. Si avvia nel mondo con un gigante, Karl, che terrorizzava la città mangiando il bestiame delle fattorie circostanti. Arrivati ad un bivio, Karl e Edward imboccano strade diverse. Edward segue un percorso attraverso una palude e scopre la città segreta di Spectre; i locali allegri affermano che era atteso, sebbene sia arrivato con largo anticipo. Nella buffa cittadina, dove tutti passeggiano senza scarpe, fa amicizia col poeta Norther Winslow, anch'egli di Ashton, e con la figlia del sindaco, Jenny. Essendosi reso conto che per lui non è il momento di fermarsi, Edward lascia Spectre, non senza difficoltà, visto che Jenny gli aveva sottratto le scarpe, e si ricongiunge con Karl. Insieme assistono ad uno spettacolo del Callow Circus, durante il quale Edward si innamora di una bellissima ragazza intravista in mezzo al pubblico. Karl ed Edward trovano quindi lavoro nel circo, dove il direttore  Amos Calloway stringe un accordo con Edward: quest'ultimo lavorerà gratis, e Amos come compenso gli rivelerà un dettaglio sulla ragazza misteriosa alla fine di ogni mese; ma quest'ultimo centellina le informazioni, facendolo lavorare duramente. Tre anni dopo, Edward, dopo aver scoperto che Amos è un lupo mannaro, viene attaccato da lui , ma riesce ad impedire che gli sparino con un proiettile d'argento e lo invita invece a giocare a riporto con un legnetto fino a quando, al mattino, non torna umano.
Amos, persuaso del carisma e del valore di Edward, rivela così il nome della ragazza, Sandra Templeton, aggiungendo che frequenta la Auburn University. Edward va ad Auburn, si presenta a Sandra e si dichiara; ma la ragazza gli rivela che è fidanzata con un coetaneo e compaesano di Edward, Don, da sempre invidioso dei suoi successi, e che per questo lo conosceva già di fama. Il ragazzo la corteggia ugualmente per molti giorni, arrivando persino a piantare milioni di asfodeli, il suo fiore preferito, fuori dalla sua camera da letto del dormitorio. Sopraggiunge però Don, che picchia brutalmente Edward, spingendo Sandra a rompere il loro fidanzamento e sposare l'altro spasimante; il giorno stesso, Don muore per un attacco di cuore, come aveva profetizzato la strega.
Poco dopo il matrimonio con Sandra, Edward viene arruolato nell'esercito e inviato di prestare servizio nella guerra di Corea. Paracadutato nel mezzo di uno spettacolo riservato all'esercito nordcoreano, ruba documenti importanti e convince le gemelle siamesi Ping e Jing ad aiutarlo a tornare a casa in cambio di un lavoro che le renda famose presso il circo di Amos. Al suo ritorno a casa, Edward diventa un commesso viaggiatore e, durante un viaggio di lavoro, incontra in una banca Winslow che, nel frattempo è diventato un rapinatore, e lo aiuta controvoglia a rapinare la banca, scoprendo, però, che 
in cassaforte non ci sono contanti e che la banca è sull'orlo del fallimento. Dopo aver diviso il magro bottino con Winslow, gli spiega che la banca è fallita a causa delle speculazioni di borsa, convincendolo così a lavorare a Wall Street. Il poeta diventa quindi un ricco broker e ripaga Edward con una grande somma di denaro, che egli userá per acquistare  la casa dei suoi sogni.
Nel presente, Will, indagando sulla verità dietro le storie di suo padre, trova dei documenti che dimostrano l'effettiva esistenza di una cittadina di nome Spectre; vi si reca e incontra Jenny ormai anziana, che gli spiega come Edward abbia salvato la città dalla bancarotta acquistandola in un'asta, per poi ricostruirla con l'aiuto dei suoi amici del Calloway Circus. Will intuisce che Jenny avrebbe voluto avere una relazione con suo padre che si spingesse oltre l'amicizia, ma mentre lei amava Edward, quest'ultimo era rimasto fedele a Sandra.
Tornato a casa, Will scopre che Edward ha avuto un ictus, perciò decide di restare con lui in ospedale. Edward si sveglia ma, quasi incapace di parlare, chiede a Will di raccontare come finisce la sua vita. Anche se in difficoltà, Will immagina e racconta a suo padre di un'audace fuga dall'ospedale fino al fiume vicino, dove tutti quelli che Edward ha conosciuto in passato, arricchendolo di incredibili esperienze, sono lì per salutarlo. Will conduce Edward sino al fiume, dove si trasforma nel pesce gatto gigante e nuota via. Edward muore soddisfatto sapendo che Will finalmente capisce il suo amore per la narrazione, e, al funerale, il figlio e la nuora sono sorpresi quando tutte le persone delle storie di Edward arrivano alla commemorazione, sebbene ognuna appaia in una versione leggermente meno fantastica di quella descritta. Will, comprendendo finalmente l'amore di suo padre per la vita, trasmetterà le storie di Edward a suo figlio.

## Produzione
In seguito alla morte del padre, lo sceneggiatore John August, dopo aver letto il manoscritto di Big Fish, persuase la Columbia Pictures a procurarsi i diritti sul libro. Steven Spielberg si propose per la regia nell'agosto del 2000, ed ebbe da August la scrittura di due abbozzi del lavoro, con in mente la recitazione di Jack Nicholson nel ruolo di Edward Bloom. August lavorò duramente per rendere il libro episodico in una storia coesiva, decidendo di avere in essa più narratori, e così scrisse un terzo abbozzo dopo che Spielberg iniziò a distrarsi per la produzione di altri progetti. I produttori Dan Jinks e Bruce Cohen discussero inizialmente il progetto con Stephen Daldry, prima di inviare il terzo abbozzo a Tim Burton, che si propose nell'aprile del 2002 per la regia.
Burton non era mai stato particolarmente legato ai propri genitori, ma la morte di suo padre nell'ottobre del 2000 e quella della madre nel marzo del 2002 lo afflissero molto. In seguito alla produzione di Planet of the Apes - Il pianeta delle scimmie, volle tornare alla realizzazione di film meno impegnativi. Burton gradì il copione, considerandolo la prima storia veramente unica offertagli dopo Beetlejuice - Spiritello porcello. Burton trovò piacevole anche la combinazione nella storia della drammatizzazione emozionale con i racconti esagerati narrati, che gli permettevano di raccontare a sua volta storie di ogni genere. Burton si incontrò con Jack Nicholson e insieme, brevemente, discussero sull'utilizzo delle tecniche computerizzate che potessero rendere l'attore più giovane. Dopo aver tralasciato l'idea, Burton iniziò il difficile processo di casting di due attori per uno stesso personaggio, cosa che fece slittare le riprese dall'ottobre del 2002 al gennaio 2003.
Ewan McGregor e Albert Finney furono ingaggiati nei rispettivi ruoli del giovane e del vecchio Edward Bloom il 1º agosto 2002. La combinazione fu suggerita dai produttori Jinks e Cohen che erano al lavoro con McGregor in Abbasso l'amore, e Burton acconsentì, notando la somiglianza recitativa con Johnny Depp, abituale interprete dei film di Burton. Poi, vedendo la performance di Finney in Tom Jones, Burton trovò quest'ultimo simile a McGregor, e per coincidenza trovò un articolo della rivista People a confermarlo. Lo stesso valse per il ruolo di Sandra, dato a Alison Lohman, che fu scelta in soli due minuti di audizione. La maggior parte del cast fu definita in novembre.
Le riprese di Big Fish iniziarono il 13 gennaio 2003 e terminarono agli inizi di maggio. La produzione fu basata a Wetumpka, Alabama. Tutte le scene con la recitazione di Albert Finney nel ruolo del vecchio Edward Bloom furono filmate per prime a causa della difficoltà emotiva che richiedeva la parte. McGregor fu sul set dall'inizio e osservò la recitazione dell'attore. Dopodiché, le riprese proseguirono più lievemente e più piacevolmente vedendo il lavoro di Burton e McGregor un ambiente più gioviale e più vario nelle storie raccontate. La maggior parte del film fu improvvisato, come la scena della nascita di Edward o la scena esilarante di Edward Bloom in Corea. Le riprese avvennero tutte in Alabama, eccezion fatta per una settimana di lavoro a Parigi.
Burton preferì utilizzare effetti speciali pratici anziché l'animazione computerizzata. Furono usate la prospettiva forzata per le scene con Karl il Gigante, e i gradienti di colori, impiegati per la prima volta dal regista, per rendere i toni del film più fantastici.
La colonna sonora di Big Fish fu composta dal collaboratore abituale di Burton, Danny Elfman. Anche il cantante dei Pearl Jam Eddie Vedder contribuì con la canzone intitolata Man of the Hour, composta dopo la visione del film. Importante è stato anche l'inserimento di Let's Work Together dei Canned Heat.

## Riconoscimenti
- 2004 - Premio Oscar
  - Candidatura Miglior colonna sonora a Danny Elfman
- 2004 - Golden Globe 
  - Candidatura Miglior film commedia o musicale a Tim Burton
  - Candidatura Miglior attore non protagonista a Albert Finney
  - Candidatura Miglior colonna sonora originale a Danny Elfman
  - Candidatura Miglior canzone originale a Eddie Vedder
- 2004 - Premio BAFTA
  - Candidatura Miglior film a Bruce Cohen, Dan Jinks, Richard D. Zanuck
  - Candidatura Miglior trucco (Jean Ann Black, Paul LeBlanc)
  - Candidatura Migliori effetti speciali (Kevin Scott Mack, Seth Maury, Lindsay MacGowan, Paddy Eason)
  - Candidatura Miglior attore non protagonista (Albert Finney)
  - Candidatura Miglior scenografia (Dennis Gassner)
  - Candidatura Miglior sceneggiatura non originale (John August)
- 2004 - Saturn Award
  - Candidatura Miglior film fantastico a Tim Burton
  - Candidatura Miglior attore a Albert Finney
- 2005 - Critics' Choice Awards
  - Top film
  - Candidatura a Miglior colonna sonora (Danny Elfman)
  - Candidatura a Miglior regista (Tim Burton)
  - Candidatura a Miglior film (Tim Burton)
  - Candidatura a Miglior canzone (Eddie Vedder)
  - Candidatura a Migliore sceneggiatura originale (John August)
- 2004 - Chicago Film Critics Association Awards
  - Miglior regista (Tim Burton)
  - Migliore colonna sonora originale (Danny Elfman)
- 2004 - David di Donatello:
  - candidatura a Miglior film straniero (Tim Burton)
- 2004 - Golden Trailer Awards
  - Candidatura al Miglior Drama (Tim Burton)
- 2005 - Grammy Award
  - Candidatura per il Miglior Album di una Colonna Sonora per un Film Cinematografico, Televisivo o Altro Media (Danny Elfman)
- 2004 - Young Artist Awards
  - Miglior film per famiglie - Commedia o Musical (Tim Burton)
  - Miglior performance in un film: Giovane attrice sopra i dieci anni (Hailey Anne Nelson)
- 2004 - Phoenix Film Critics Society Awards
  - Miglior Trucco (Paul LeBlanc, Jean Ann Black)
  - Miglior Colonna Sonora Originale (Danny Elfman)
  - Miglior Canzone Originale (Eddie Vedder)
  - Miglior Sceneggiatura - Adattamento (John August)
- Candidatura ai World Soundtrack Awards 2004: Miglior Canzone Originale Scritta per un Film (Eddie Vedder, Pearl Jam)
- Candidatura alla Casting Society of America 2004: Artios: Miglior Casting per un Film (Denise Chamian)